# AFL - Division III 2014
La AFL Division III 2014 è stata la 4ª edizione del campionato di football americano di quarto livello, organizzato dalla AFBÖ.

## Squadre partecipanti
| Club                  | Città                  | Stadio | Sponsor ufficiale | Risultato nella stagione 2013 |
| --------------------- | ---------------------- | ------ | ----------------- | ----------------------------- |
| AFC Rangers Mödling 2 | Mödling                |        |                   |                               |
| Budapest Wolves       | Budapest               |        |                   |                               |
| Carinthian Eagles     | Villaco                |        |                   |                               |
| Carnuntum Legionaries | Bruck an der Leitha    |        |                   |                               |
| Danube Dragons 2      | Vienna                 |        |                   |                               |
| Fürstenfeld Raptors   | Fürstenfeld            |        |                   |                               |
| Gmunden Rams          | Gmunden                |        |                   |                               |
| Graz Giants 2         | Graz                   |        | Projekt Spielberg |                               |
| Pinzgau Devils        | Piesendorf             |        |                   |                               |
| Pongau Ravens         | Sankt Johann im Pongau |        |                   |                               |
| Styrian Hurricanes    | Stallhofen             |        | Peicher - US cars |                               |
| Telfs Patriots        | Telfs                  |        |                   |                               |
| Vienna Knights 2      | Vienna                 |        |                   |                               |
| Vienna Warlords 2     | Vienna                 |        |                   |                               |
| Weinviertel Spartans  | Mistelbach             |        |                   |                               |

## Stagione regolare

### Calendario

#### 1ª giornata
| 6 aprile 2014 | Vienna Warlords 2 | 6 – 35 (0-14 6-0 0-14 0-7) | Vienna Knights 2 |  |

#### 2ª giornata
| 12 aprile 2014 | Danube Dragons 2 | 0 – 27 (0-0 0-6 0-7 0-14) | Budapest Wolves |  |

| 12 aprile 2014 | Carnuntum Legionaries | 0 – 15 (0-7 0-0 0-0 0-8) | Weinviertel Spartans | (400 spett.) |

| 12 aprile 2014 | Pinzgau Devils | 35 – 7 (8-0 8-0 6-7 13-0) | Pongau Ravens | (300 spett.) |

| 12 aprile 2014 | AFC Rangers Mödling 2 | 7 – 20 (0-7 0-7 0-0 7-6) | Vienna Knights 2 | (280 spett.) |

| 13 aprile 2014 | Carinthian Eagles | 0 – 35 (0-7 0-22 0-6 0-0) | Styrian Hurricanes |  |

| 13 aprile 2014 | Graz Giants 2 | 17 – 48 (3-7 7-20 0-15 7-6) | Fürstenfeld Raptors |  |

| 13 aprile 2014 | Gmunden Rams | 0 – 27 (0-0 0-7 0-7 0-13) | Telfs Patriots | (250 spett.) |

#### 3ª giornata
| 26 aprile 2014 | Styrian Hurricanes | 14 – 28 (7-7 7-13 0-0 0-8) | Graz Giants 2 | (350 spett.) |

| 26 aprile 2014 | Fürstenfeld Raptors | 43 – 0 (14-0 9-0 7-0 13-0) | Carinthian Eagles |  |

| 27 aprile 2014 | Budapest Wolves | 44 – 14 (10-7 21-7 0-0 14-0) | AFC Rangers Mödling 2 |  |

#### 4ª giornata
| 3 maggio 2014 | Graz Giants 2 | 49 – 0 (21-0 14-0 7-0 7-0) | Carinthian Eagles |  |

| 3 maggio 2014 | Telfs Patriots | 36 – 0 (10-0 7-0 12-0 7-0) | Pinzgau Devils |  |

| 3 maggio 2014 | Styrian Hurricanes | 10 – 33 (0-0 0-19 0-7 10-7) | Fürstenfeld Raptors |  |

| 4 maggio 2014 | Pongau Ravens | 0 – 21 (0-0 0-7 0-7 0-7) | Gmunden Rams |  |

| 4 maggio 2014 | Weinviertel Spartans | 10 – 27 (2-0 0-14 0-6 8-7) | Danube Dragons 2 | (450 spett.) |

| 4 maggio 2014 | Vienna Warlords 2 | 16 – 47 (0-14 3-14 13-7 0-12) | Budapest Wolves |  |

| 4 maggio 2014 | Vienna Knights 2 | 22 – 0 (7-0 2-0 0-0 13-0) | Carnuntum Legionaries |  |

#### 5ª giornata
| 9 maggio 2014 | AFC Rangers Mödling 2 | 6 – 23 (6-3 0-7 0-6 0-7) | Danube Dragons 2 |  |

| 10 maggio 2014 | Gmunden Rams | 18 – 13 (5-3 7-3 6-0 0-7) | Pinzgau Devils |  |

| 10 maggio 2014 | Telfs Patriots | 48 – 0 (13-0 22-0 7-0 6-0) | Pongau Ravens | (500 spett.) |

#### 6ª giornata
| 24 maggio 2014 | Pinzgau Devils | 13 – 7 (7-0 0-0 0-7 6-0) | Gmunden Rams |  |

| 24 maggio 2014 | Fürstenfeld Raptors | 60 – 7 (21-7 21-0 10-0 8-0) | Styrian Hurricanes |  |

| 24 maggio 2014 | AFC Rangers Mödling 2 | 36 – 3 (3-0 6-3 7-0 20-0) | Vienna Warlords 2 |  |

| 25 maggio 2014 | Danube Dragons 2 | 25 – 12 (9-0 9-0 7-6 0-6) | Carnuntum Legionaries |  |

| 25 maggio 2014 | Carinthian Eagles | 12 – 51 (6-7 0-30 0-14 6-0) | Graz Giants 2 |  |

| 25 maggio 2014 | Pongau Ravens | 13 – 42 (0-21 0-7 6-7 7-7) | Telfs Patriots |  |

| 25 maggio 2014 | Budapest Wolves | 47 – 6 (21-0 3-6 13-0 10-0) | Weinviertel Spartans |  |

#### 7ª giornata
| 31 maggio 2014 | Pongau Ravens | 0 – 35 (0-0 0-7 0-19 0-9) | Pinzgau Devils |  |

| 31 maggio 2014 | Telfs Patriots | 49 – 0 (13-0 29-0 0-0 7-0) | Gmunden Rams |  |

| 31 maggio 2014 | Weinviertel Spartans | 41 – 0 (0-0 25-0 16-0 0-0) | Vienna Warlords 2 | (300 spett.) |

| 31 maggio 2014 | Carnuntum Legionaries | 0 – 14 (0-0 0-0 0-0 0-14) | AFC Rangers Mödling 2 |  |

| 1º giugno 2014 | Styrian Hurricanes | 17 – 6 (0-0 14-0 0-0 3-6) | Carinthian Eagles | (350 spett.) |

| 1º giugno 2014 | Vienna Knights 2 | 21 – 20 (7-0 7-7 7-13 0-0) | Budapest Wolves |  |

| 1º giugno 2014 | Fürstenfeld Raptors | 27 – 30 (d.t.s.) (0-7 7-2 20-7 0-11 0-3) | Graz Giants 2 |  |

#### 8ª giornata
| 8 giugno 2014 | Gmunden Rams | 54 – 12 (20-0 13-0 14-6 7-6) | Pongau Ravens |  |

| 8 giugno 2014 | Graz Giants 2 | 23 – 0 (13-0 3-0 7-0 0-0) | Styrian Hurricanes |  |

| 8 giugno 2014 | Vienna Warlords 2 | 18 – 55 (6-14 2-13 8-14 6-14) | Danube Dragons 2 |  |

| 9 giugno 2014 | Vienna Knights 2 | 42 – 7 (14-0 0-7 14-0 14-0) | Weinviertel Spartans |  |

| 9 giugno 2014 | Pinzgau Devils | 7 – 41 (7-7 0-7 0-13 0-14) | Telfs Patriots |  |

| 9 giugno 2014 | Budapest Wolves | 61 – 13 (12-7 29-6 12-0 8-0) | Carnuntum Legionaries |  |

#### 9ª giornata
| 15 giugno 2014 | Carinthian Eagles | 0 – 43 | Fürstenfeld Raptors |  |

#### 10ª giornata
| 22 giugno 2014 | Danube Dragons 2 | 7 – 20 (0-7 7-0 0-0 0-13) | Vienna Knights 2 |  |

| 22 giugno 2014 | Weinviertel Spartans | 22 – 3 (0-0 0-3 22-0 0-0) | AFC Rangers Mödling 2 | (400 spett.) |

| 22 giugno 2014 | Carnuntum Legionaries | 42 – 6 (7-6 14-0 14-0 7-0) | Vienna Warlords 2 |  |

### Classifica
La classifica della regular season è la seguente:
- PCT = percentuale di vittorie, G = partite giocate, V = partite vinte,  P = partite perse, PF = punti fatti, PS = punti subiti

#### Conference A/B
| Pos. | Squadra               | PCT   | G | V | N | P | PF  | PS  |
| ---- | --------------------- | ----- | - | - | - | - | --- | --- |
| 1    | Vienna Knights 2      | 1.000 | 6 | 6 | 0 | 0 | 160 | 47  |
| 2    | Budapest Wolves       | .833  | 6 | 5 | 0 | 1 | 246 | 70  |
| 3    | Danube Dragons 2      | .667  | 6 | 4 | 0 | 2 | 137 | 93  |
| 4    | Weinviertel Spartans  | .500  | 6 | 3 | 0 | 3 | 101 | 119 |
| 5    | AFC Rangers Mödling 2 | .333  | 6 | 2 | 0 | 4 | 80  | 112 |
| 6    | Carnuntum Legionaries | .167  | 6 | 1 | 0 | 5 | 67  | 143 |
| 7    | Vienna Warlords 2     | .000  | 6 | 0 | 0 | 6 | 49  | 256 |

#### Conference C/D
| Pos. | Squadra             | PCT   | G | V | N | P | PF  | PS  |
| ---- | ------------------- | ----- | - | - | - | - | --- | --- |
| 1    | Telfs Patriots      | 1.000 | 6 | 6 | 0 | 0 | 243 | 20  |
| 2    | Fürstenfeld Raptors | .833  | 6 | 5 | 0 | 1 | 254 | 64  |
| 3    | Graz Giants 2       | .833  | 6 | 5 | 0 | 1 | 198 | 101 |
| 4    | Pinzgau Devils      | .500  | 6 | 3 | 0 | 3 | 103 | 109 |
| 5    | Gmunden Rams        | .500  | 6 | 3 | 0 | 3 | 100 | 114 |
| 6    | Styrian Hurricanes  | .333  | 6 | 2 | 0 | 4 | 83  | 150 |
| 7    | Pongau Ravens       | .000  | 6 | 0 | 0 | 6 | 32  | 235 |
| 8    | Carinthian Eagles   | .000  | 6 | 0 | 0 | 6 | 18  | 238 |

## Playoff

### Tabellone
|  | Semifinali | Semifinali          | Semifinali |                 |    | XI Challenge Bowl   | XI Challenge Bowl | XI Challenge Bowl |  |
|  |            |                     |            |                 |    |                     |                   |                   |  |
|  | 1A         | Vienna Knights 2    | 14         |                 |    |                     |                   |                   |  |
|  | 1A         | Vienna Knights 2    | 14         |                 |    |                     |                   |                   |  |
|  | 2B         | Fürstenfeld Raptors | 28         |                 |    |                     |                   |                   |  |
|  | 2B         | Fürstenfeld Raptors | 28         |                 | 2B | Fürstenfeld Raptors | 14                |                   |  |
|  |            |                     |            |                 | 2B | Fürstenfeld Raptors | 14                |                   |  |
|  |            |                     | 1B         | Budapest Wolves | 41 |                     |                   |                   |  |
|  | 2A         | Telfs Patriots      | 1B         | Budapest Wolves | 41 | 9                   |                   |                   |  |
|  | 2A         | Telfs Patriots      |            |                 |    |                     |                   |                   |  |
|  | 1B         | Budapest Wolves     | 35         |                 |    |                     |                   |                   |  |

### Semifinali
| 5 luglio 2014 | Vienna Knights 2 | 14 – 28 (0-12 6-3 0-7 8-6) | Fürstenfeld Raptors |  |

| 6 luglio 2014 | Telfs Patriots | 9 – 35 | Budapest Wolves |  |

### XI Challenge Bowl
| 19 luglio 2014 | Fürstenfeld Raptors | 14 – 41 (0-7 0-14 14-0 0-20) | Budapest Wolves | (420 spett.) |

## Verdetti
- Budapest Wolves Vincitori dell'AFL - Division III 2014